# Hiroshima (50 ans d'inconscience)

Hiroshima (50 ans d'inconscience) est un mini-album (EP) du groupe Ludwig von 88 sorti en août 1995 sur le label A Donf' (par la suite réédité sur Crash Disques).
À travers ses 6 titres, le disque retrace l'histoire de la première bombe atomique qui s'est abattue sur Hiroshima le 6 août 1945, de sa conception jusqu'à son largage au-dessus de la ville japonaise. Avec ce disque, le groupe, plus connu pour ses chansons burlesques, montre un côté sérieux et engagé.

## Pistes
1. Manhattan
2. Enola Gay
3. Hiroshima
4. Little boy
5. Fire
6. Hibakusha